# KTurtle
KTurtle (K от KDE; Turtle, англ. — черепашка) — образовательная среда программирования, входящая в пакет образовательных программ KDE Education Project. Распространяется на условиях GNU General Public License.
KTurtle предлагает простой способ изучения программирования, предназначенный для детей. Язык программирования, использующийся в KTurtle, базируется на языке Logo и может использовать русские ключевые слова. KTurtle реализует Logo не полностью, в реализации отсутствуют возможности динамических языков программирования, которые перекочевали в Logo из языка программирования Lisp.
Разработчиками запланировано издание полностью обновлённой, первой версии KTurtle после выхода KDE 4.

## Основные команды
- Комментарий ставится символом «#».
- print "A = " + A — вывод на экран A =%значение А%.
- X=InputWindow "A = ?" — ввод переменной.
- A = random A,B — переменной А присваивается случайное значение из диапазона [A,B].

### Команды перемещения
- Forward L (сокр. FW L) — пройти вперед на L шагов
- Backward L (сокр. BW L) — пройти назад на L шагов
- Go X,Y — перейти в точку с координатами (x, y), при этом переходе «черепашка» след не оставляет
- TurnRight A (сокр. TR A) — повернуть «черепашку» направо на угол величиной А градусов
- TurnLeft A (сокр. TL A) — повернуть «черепашку» налево на угол величиной А градусов
- Direction A (сокр. DIR A) — изменить первоначальное направление «черепашки» направо на угол величиной А градусов
- Reset — очищает экран и возвращает «черепашку» в начальное положение в центре холста
- Clear — очищает экран, но не возвращает «черепашку» в начальное положение

### Команды рисования
- PenDown (сокр. PD) — «опускает» перо «черепашки». В результате «черепашка» оставляет при своем движении след
- PenUp (сокр. PU) — «поднимает» перо «черепашки». В результате «черепашка» не оставляет при своем движении след
- PenWidth N (сокр. PW)— изменяет ширину следа, оставляемого «черепашкой», в пикселях
- PenColor R,G,B (сокр. PC) — изменяет цвет в RGB пера «черепашки».
- CanvasColor R,G,B (сокр. CC) — - изменяет цвет в RGB фона холста.
- CanvasSize Lx,Ly (сокр. CS) — изменяет размеры холста по горизонтали Lx и вертикали Ly в пикселях
- Hide — спрятать «черепашку»
- Show — показать «черепашку»

### Переменные
По умолчанию все переменные обнулены. Тип переменной указывать не надо. Переменные могу быть целыми и нецелочисленными, а также строковыми.
Пример:
- $a = 40
- $a = "Mother"

### Конструкции
В качестве конструкции begin-end используются квадратные скобки: «[» и «]».
Примеры:
- if $a == $b [ Go X,Y ] else [ Reset ]  — условие if
- while $a > $b [ Go X,Y ]  — цикл while
- for $i = 1 to 4 [ Go $i,Y ]  — цикл for
- repeat N [ Go $i,Y ]  — повторить N раз